# Жмеринка (станция)
Жмеринка (укр. Жмеринка) — узловая сортировочная станция Юго-Западной железной дороги, расположена в одноимённом городе Винницкой области Украины.
Здание вокзала центральной станции города Жмеринка — главная достопримечательность города Жмеринка, памятник архитектуры местного значения. Один из красивейших вокзалов Украины, который неоднократно входил в список 15 самых красивых на Украине.

## Описание
Официальный адрес Жмеринского железнодорожного вокзала: ул. Бориса Олейника, 1, м. Жмеринка (Винницкая область) — 23100, Украина.
Первое здание вокзала было построено во время строительства железнодорожной линии «Киев — Балта», которым руководила французская компания Где-Вриер и Ко во главе с капиталистом Фильёлем.
Второе здание возведено в период 1899—1904 годов, а проект составлен в 1893 г. и принят в 1898 г. Авторы — архитекторы Из. И. Журавский и В. М. Рыков (автор первоначального проекта).
Жмеринский железнодорожный вокзал является величественным зданием со сложной планировкой, в архитектурном стиле которого ощутимы модерн (снаружи) и ренессанс (интерьеры). Сооружение фактически стало одним из первых возведённых в стиле, который впоследствии получил название «украинский модерн».

## Железнодорожное сообщение
Со станции Жмеринка осуществляется железнодорожное сообщение в четырёх направлениях:
- Хмельницком
- Могилев-Подольском
- Одесском
- Винницком

## История
Жмеринская железнодорожная станция, основанная в 1865 году между селами Большая и Малая Жмеринка на месте дубового пралеса в связи со строительством железной дороги Киев — Балта (1865—1870 годы) определила наперед развитие Жмеринки как железнодорожного поселка, способствовала его росту и расширению.
Движение поездов железной дорогой Одесса — Жмеринка — Киев начался 8 июня 1870 года, а по железной дороге Жмеринка — Волочиск — в сентябре следующего, 1871 года, наконец Жмеринка — Могилев-Подольский — 30 сентября 1892 года. Водонапорная башня была построена по проекту гражданского инженера Л. М. Городецкого. Жмеринка стала крупной узловой станцией ещё в начале 1890-х годов, поэтому вопрос постройки просторного вокзального помещения оказалось довольно острым.
На строительство вокзала были приглашены архитекторы Валериан Рыков и Иван Беляев, только что окончивших Петербургскую академию художеств. Ими, была спроектирована постройка, по своему типу напоминавшая железнодорожный вокзал в баварском Мюнхене (так писала газета «Киевлянин»). Надзор за строительством осуществлял архитектор-строитель И. Журавский, он не только взялся воплощать в жизнь проект Рыкова, но и значительно дополнил его. Вокзал, возведенный им в виде корабля, который направляется к морю, стал одним из лучших в Российской империи. Примеру одного из описаний здания современниками строительства:

«Фасад выдержан в греческо-римском стиле… площадью 117 кв. сажен, вдвое больше Казатинского. Стены отделаны в стиле ренессанса с уборкой колоннадами, отдельный небольшой (царский) зал с особым выходом на платформу. Этот зал предназначен для высокопоставленых лиц. Главное здание и тоннели обойдутся приблизительно в 300 тыс. рублей, платформы и перекладка путей в 100 тыс. рублей.»

Сохранились свидетельства, что когда русский царь Николай II приехал посмотреть на новый вокзал, то первыми его словами были слова: «Вот сукин сын». Журавский, вроде, слышал эти слова и воспринял их как недовольство монаршей особы его работой, за что наложил на себя руки — застрелился. А император, якобы, на самом деле был в восторге от творения талантливого архитектора-строителя.
На самом деле, эта история о гибели зодчего является легендой — согласно адресному справочнику «Весь Киев» на 1913 год — то есть почти через десятилетие после завершения строительства вокзала, Зиновий Журавский продолжал работать архитектором технического отдела Управления Юго-Западных железных дорог.
Для перевозки пассажиров и грузов вокзал и станция «Жмеринка» открылись 1 сентября 1904 года (по старому стилю). По этому поводу в Санкт-Петербурге в журнале «Зодчий» в сентябре 1904 года было размещено сообщение: «Первого сентября текущего года на станции Жмеринка был открыт и освящен величественный вокзал в виде корабля».
Сооружение Жмеринского железнодорожного вокзала, который вскоре оброс инфраструктурой — церковью, пересыльною тюрьмой и, конечно, многочисленными обслуживающими заведениями, в том числе и кабаками, положительно отразилось на развитии городка.
Во время гражданских беспорядков на Украине в 1920-х годов в здании вокзала некоторое время находился штаб Григория Котовского.
Во время СССР на железнодорожной станции Жмеринка был построен ряд дополнительных помещений, переходов и тому подобное. Однако сохранить целостность здания вокзала в советское время не удалось — на привокзальной площади для нужд и удобства общественного и частного транспорта, был убран построен в комплексе фонтан, а в залах после ремонтов исчезли лепные украшения, картины и позолота на потолках, также с так называемой «царской комнаты» (где, по преданию, останавливался Николай II) — большой круглый стол, обтянутый зелёной тканью. Уже при независимой Украины (с 1991 года) в условиях экономических трудностей поддерживать хотя бы удовлетворительное состояние величественной вокзальной сооружения стало трудно, и только во 2-й половине 2000-х годов осуществлен ряд мер для предотвращения дальнейшего разрушения сооружения.
В течение 2011—2013 годов произошла произошла полная реставрация вокзала
С 2001 по 2011 год на вокзале стоял памятник Остапу Бендеру в образе актёра Сергея Юрского, но в процессе реконструкции в 2011 году его демонтировали. На установку памятника не было разрешения, и он стоял на месте водопроводных сетей. Сейчас ставится вопрос о возвращении памятника, который горожане считают одним из символов города, но этот вопрос не решён, к тому же он требует восстановления.

## Галерея
- Вид на вокзал с путей
- Здание пригородных касс
- Интерьер сооружения. Зал ожиданий
- Выход на I и II перроны. Вид с Привокзальной площади
- Перрон